# Volby do Říšské rady 1873
Volby do Říšské rady 1873 byly volby konané v říjnu 1873 v Předlitavsku.  Zvoleno v nich bylo 353 členů poslanecké sněmovny (dolní komory) celostátního parlamentu, Říšské rady. Šlo o první přímé volby do Říšské rady. Konaly se podle kuriového systému s omezeným volebním právem. 

## Dobové souvislosti
Od rakousko-uherského vyrovnání se rakouská část monarchie nacházela v trvalém napětí, protože významné sektory a regiony trvaly na svých státoprávních aspiracích, zatímco německorakouští liberálové naopak prosazovali vizi centralistického, demokratického státu, v němž role historických zemí a privilegií neměla hrát větší roli. Od roku 1871 vládla v Předlitavsku vláda Adolfa von Auersperga, která se opírala o německorakouské liberální kruhy. Dosavadní Říšská rada byla koncipována jako nepřímo volený zákonodárný sbor, složený z poslanců vysílaných jednotlivými zemskými sněmy a například čeští politici odmítali Říšskou radu uznat jako legitimní celostátní parlament a její činnost se neúčastnili. V únoru 1873 vláda sněmovně předložila návrh volební reformy. Ta byla během března 1873 projednána a schválena (potřebnou ústavní většinu zajistila neúčast českých, ale i polských poslanců). 2. dubna 1873 pak předlohu podepsal císař František Josef I. Svým významem bývá tento soubor zákonných změn označován jako dubnová ústava.
V rámci ústavních změn byl počet poslanců Říšské rady zvýšen z 203 na 353. Hlasování probíhalo i nadále podle kuriového volebního systému, v němž volební právo měla jen část populace, navíc hlasující odděleně v jednotlivých kuriích. K dosavadním třem (velkostatkářská, městská a kurie venkovských obcí) přibyla i kurie obchodních a živnostenských komor. Celorakouský (předlitavský) parlament už nyní nebyl odvozen od zemských sněmů, ale volilo se do něj přímo, odděleně od zemských voleb. Volební obvody byly zakresleny tak, že na české země připadalo 138 poslanců (Čechy 92, Morava 36 a Slezsko 10 mandátů). Volební právo omezoval volební cenzus (daňově definovaný, tedy volit směli jen ti, kteří odváděli na daních nějakou minimální částku).

## Výsledky a dopady voleb
Česká politická reprezentace většinově odmítla legitimitu nově konstruované Říšské rady uznat a nedostavila se k převzetí mandátů. V lednu 1874 se ovšem na Říšskou radu dostavili čeští poslanci z Moravy.
Celkově se na zahájení povolební činnosti sněmovny dostavilo jen 254 poslanců z celkových 353. V parlamentu dominovali němečtí liberálové s 218 mandáty (z toho staroliberální Německá ústavní strana, kterou vedl Eduard Herbst, měla 88 křesel a mladoněmecká Pokroková strana  57 mandátů). Nejsilnější opoziční frakcí byl Polský klub (49 poslanců) a klub Strany práva s 44 poslanci, převážně německorakouskými konzervativci z alpských zemí (v tomto klubu ale zasedli i čeští poslanci z Moravy).